# Johan Nordahl Brun
Johan Nordahl Brun, född 21 mars 1745 i Trondheim, död 26 juli 1816 var en norsk författare och teolog. Brun tjänstgjorde som biskop i Bergen. Brun var representerad i danska Psalmebog for Kirke og Hjem. Brun har ansetts ortodox och bokstavstrogen som teolog. Han var farfar till Svend Brun och farfars far till Lyder Brun.
Brun skrev Udsigter fra Ulriken, en sång som är känd under många namn: Jeg tog min nystemte Cithar, Bergenssangen eller Bergensiana. Sången kallas populärt för Nystemten. Med tiden har den blivit den främsta hymnen till Bergens ära och den sjungs vid högtidligheter i Vestlandsstaden. En annan känd text från Bruns penna är den svulstiga For Norge, Kiempers Fødeland.